# 空軍士官学校 (韓国)
座標: 北緯36度34分48秒 東経127度31分34秒 / 北緯36.579889度 東経127.525998度

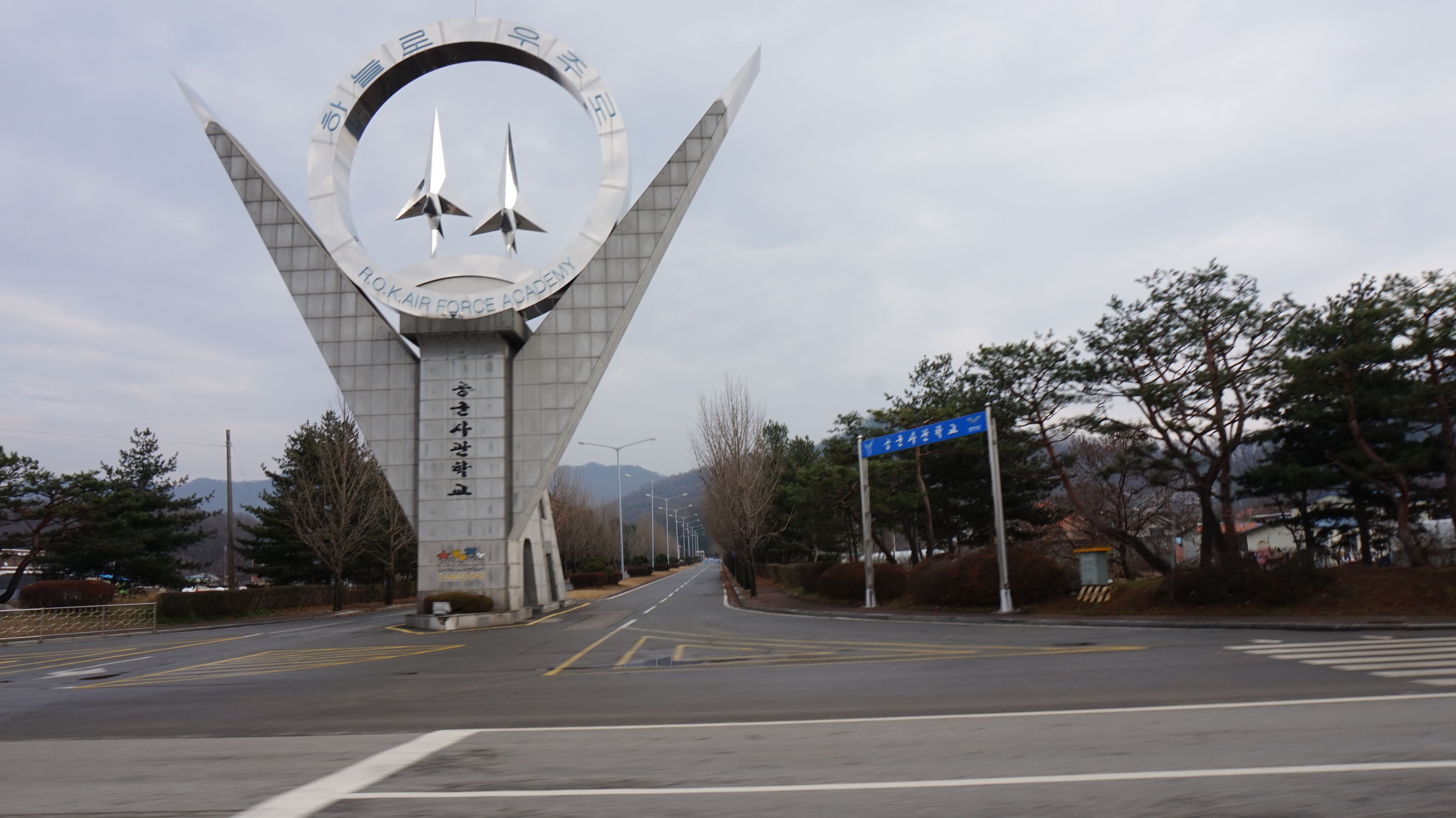
空軍士官学校

空軍士官学校（空軍士官學校、くうぐんしかんがっこう、朝鮮語: 공군사관학교、英語: Korea Air Force Academy, KAFC）は、大韓民国忠清北道清州市上党区にある大学の扱いとしての高等教育機関。大韓民国空軍の士官学校（空軍士官学校）。略称は空士（くうし、공사）。愛称は星武台（星武臺、ソンムデ、성무대）。

## 沿革
- 1949年 - 京畿道金浦市に航空士官学校（항공사관학교）が設置される。初代校長は金貞烈（日本陸軍航空士官学校54期）。
- 1958年 - 済州島、慶尚南道鎮海市（現・昌原市鎮海区）を経てソウル移転
- 1985年 - 忠清北道清州市移転

## 組織
空軍士官学校長を中心として、学校全般の運営のための行政部、基地支援及び生徒の訓練の為の生徒隊、教授部、学術情報院以外にも、空軍博物館や航空宇宙研究所等の機関がある。

## 教育課程
入学資格は大韓民国国民の未婚男女で、満17歳から21歳の間の高等学校卒業資格者となっている。生徒は一般教養、体育、軍事訓練等の教育課程を履修し、卒業と同時に専攻によって文学士（外国語学・国際関係学・経営学・安全保障学）、理学士（武器基礎科学・計算機科学・数学）、工学士（航空工学・宇宙工学・機械工学・電子工学・産業工学）の学士号が授与され、空軍少尉に任官する。在学中の生徒への待遇は、日本の防衛大学校や他の士官学校2校と同様に、被服・寝食・学費が支給され、所定の給料を受ける。
1997年から女子生徒を募集しており、韓国における士官学校3校の中では初めて女子生徒を受け入れた学校だった。
日本の防衛大学校やアメリカの空軍士官学校との交換留学を毎年1名行っている。

## 歴代校長
1. 金貞烈：1949.02.01 – 1949.10.01
2. 李根晳：1949.10.01 – 1950.05.01
3. 崔用徳：1950.05.01 – 1952.12.01
4. 金貞烈：1952.12.01 – 1953.05.01
5. 金昌圭：1953.05.01 – 1953.12.01
6. 申尚澈：1953.12.01 – 1959.09.01
7. 申攸浹：1959.09.01 – 1960.08.01
8. 朴元錫：1960.08.01 – 1962.08.01
9. 朴熙東：1962.08.01 – 1963.07.01
10. 周永福：1963.07.01 – 1964.01.01
11. 張志良：1964.01.01 – 1964.08.01
12. 尹應烈：1964.08.01 – 1966.08.01
13. 金成龍：1966.08.01 – 1967.08.01
14. 金斗万（朝鮮語版）：1967.08.01 – 1968.08.01
15. 玉満鎬：1968.08.01 – 1970.08.01
16. 孫在権：1970.08.01 – 1970.12.01
17. 尹子重（朝鮮語版）：1970.12.01 – 1973.04.01
18. 李喜根（朝鮮語版）：1973.04.01 – 1974.08.01
19. 金重宝：1974.08.01 – 1976.05.01
20. 全昌録：1976.08.01 – 1979.05.01
21. 李智永[1]：1979.05.01 – 1979.12.01
22. 金仁基：1979.12.01 – 1981.04.01
23. 白樂昇：1981.04.01 – 1983.01.01
24. 韓英奎[2]：1983.01.01 – 1985.01.01
25. 朴鎔泰：1985.01.01 – 1986.04.01
26. 全春雨[3]：1986.04.01 – 1987.06.01
27. 全潤壽[4]：1987.06.01 – 1988.01.01
28. 郭泳達（朝鮮語版）：1988.01.01 – 1990.01.01
29. 徐鎭泰[5]：1990.01.01 – 1991.12.01
30. 姜敏秀（中国語版）：1991.12.01 – 1993.06.01
31. 裵洋一[6]：1993.06.01 – 1994.04.01
32. 李光学：1994.04.01 – 1996.03.01
33. 李起炫[7]：1996.03.01 – 1998.03.01
34. 安柄哲[8]：1998.03.01 – 2000.04.01
35. 朱昌成：2000.04.01 – 2002.05.01
36. 朴成国：2002.05.01 – 2003.10.01
37. 金明鉝：2003.10.01 – 2005.10.01
38. 李燦[9]：2005.10.01 – 2007.04.01
39. 朴鍾憲（朝鮮語版）：2007.05.01 – 2007.11.01
40. 黄源東：2007.11.01 – 2008.11.01
41. 成日煥（朝鮮語版）：2008.11.01 – 2010.12.01
42. 呉昌煥[10]：2010.12.01 – 2011.11.01
43. 金勇弘：2011.11.01 – 2012.05.01
44. キム・ヨンミン：2012.05.01 – 2013.04.01
45. 李永満[11]：2013.04.29 – 2014.04.23
46. 金亨哲：2014.04.23 – 2015.04.14
47. 朴在福：2015.04.14 – 2015.11.03
48. 李建完（朝鮮語版）[12]：2015.11.03 –